# Ambo Zuria
Pour les articles homonymes, voir Ambo.
Ambo Zuria (en oromo : Aanaan Amboo) est un woreda du centre-ouest de l'Éthiopie situé dans la zone Ouest Shewa de la région Oromia. Partie orientale de l'ancien woreda Ambo, il a 108 406 habitants en 2007, son centre administratif est Meti.

## Origine et nom
L'ancien woreda Ambo se scinde au début des années 2000 en trois woredas :
la ville d'Ambo, chef-lieu de la zone Ouest Shewa, qui accède au statut de woreda ;
le woreda Toke Kutaye dont le chef-lieu est Guder ;
et le woreda Ambo Zuria qui reprend la partie orientale essentiellement rurale de l'ancien woreda.

## Situation
Limitrophe de la zone Horo Guduru Welega au nord-ouest et de la zone Sud-Ouest Shewa au sud, Ambo Zuria est entouré dans la zone Ouest Shewa par Ginde Beret, Jeldu, Elfata, Dendi, Toke Kutaye et Mida Kegn.
Son centre administratif, Meti, se situe une quinzaine de kilomètres à l'est d'Ambo sur la route principale en direction d'Addis-Abeba,.
| Guduru                | Ginde Beret | Jeldu  |
| Mida Kegn Toke Kutaye | Ambo Zuria  | Elfata |
|                       | Wenchi      | Dendi  |
| Enclave : Ambo        |             |        |

## Population
Le recensement national de 2007 fait état pour le woreda Ambo Zuria d'une population de 108 406 habitants dont 1 % de citadins qui sont les 865 habitants de Meti. La majorité des habitants du woreda (52 %) sont orthodoxes, 32 % sont de religions traditionnelles africaines et 16 % sont protestants.
En 2022, sa population est estimée à 152 143 personnes avec une densité de population de 160 personnes par km2 et 949 km2 de superficie.